# Limnephilus moestus
Limnephilus moestus är en nattsländeart som beskrevs av Banks 1908. Limnephilus moestus ingår i släktet Limnephilus och familjen husmasknattsländor. Inga underarter finns listade i Catalogue of Life.